# Sihlwald
El Sihlwald (bosc Sihl) és un bosc i reserva natural situat en la vall de Sihl en el cantó suís de Zuric. És un rar exemple de bosc a gran escala i original, situat en els pendents orientals dels turons Albis al costat oest del riu Sihl. Tot i que el bosc és propietat de la ciutat de Zúric, està situat a fora de la frontera de ciutat, pertanyent als municipis de Horgen, Adliswil, Langnau am Albis, Oberrieden, Rüschlikon i Thalwil. El Sihlwald forma part del Parc Wilderness de Zúric (Wildnispark Zürich).
El 1309, la ciutat de Zúric va rebre el Sihlwald, com a regal de la dinastia dels Habsburg i un altre cop el 1524 a través de la dissolució del convent Fraumünster. En els segles següents, el bosc va proporcionar fusta i llenya a Zúric. A partir de 1876, hi havia fins i tot un ferrocarril que facilitava la feina en el bosc. El 2009, el bosc Sihl va ser declarat "parc de naturalesa regional d'importància nacional".
Es pot accedir al bosc des de Zúric amb ferrocarril per l'estació de Sihlwald, a través de la línia S4 del Zurich S-Bahn.